# 瀬川晶司
瀬川 晶司（せがわ しょうじ、1970年3月23日 - ）は、将棋棋士。安恵照剛八段門下。棋士番号は259。新進棋士奨励会を年齢制限で退会した後、特例によって2005年に実施されたプロ編入試験に合格し、棋士となった。
神奈川県横浜市出身。神奈川県立舞岡高等学校卒業、神奈川大学法学部（二部）卒業。

## 棋歴

### プロ入りまでの軌跡

#### 奨励会時代
将棋を始めたきっかけは、小学校5年生の時クラスで流行していた際に、担任の先生に褒められたこと。ブームが去った後ものめりこみ、小学校の卒業文集にはプロ棋士になりたいと記した。幼馴染でのちにアマ名人、アマ竜王となる渡辺健弥と切磋琢磨して腕を磨き、1983年に一旦は奨励会入会試験に落ちるも、1984年に全国中学生選抜将棋選手権大会で優勝し、安恵照剛門下で6級で奨励会に入る。
途中、1級で1年9か月停滞したが、21歳で奨励会三段リーグに入る。三段リーグには1992年から4年8期在籍していたが、最も高順位だったのは第16回（1994年後期）で、前半は8勝1敗と好調だったが年齢制限で後が無い勝又清和に敗れてから失速した末の8位であった（勝又は2位で四段昇段を果たす）結局昇段はかなわず、第18回（1995年後期）を最後に年齢制限（26歳）で退会。三段リーグの通算成績は72勝72敗の勝率5割であった。

#### 奨励会退会後
退会当初は「弁護士になって、棋士になった奨励会員たちを見返したい」という思いで司法試験を目指していた。その目標を叶えるため、1997年4月に神奈川大学法学部（二部）に入学。だが、大学生活に慣れるにつれ、「弁護士になりたい」という思いは薄れていった。
退会時に所持していた将棋の書籍や自身の棋譜を処分し、二度と将棋を指さないつもりだったが、将棋を伸び伸びと指す楽しさに気づきアマチュアに復帰。大学3年の1999年、第53期全日本アマチュア名人戦で優勝しアマ名人となり、これによりプロの公式棋戦である第26期棋王戦への出場資格を得る。予選トーナメント1回戦の相手は、くしくも瀬川の退会が決まった第18回三段リーグで、年齢制限ぎりぎりで四段昇段を果たした中座真であった。同年の全国アマチュア王将位大会では準アマ王将となり、これにより出場した第9期銀河戦本戦では、プロを相手に7連勝する快進撃で、ブロック最多連勝でアマチュアながら決勝トーナメントに進出した。なお、2000年1月1日にはNHKの新春お好み将棋対局にアマ名人として出演、羽生善治NHK杯と角落ちで対局し、119手で敗れた。
2001年に大学を卒業し、NECの関連会社であるワイイーシーソリューションズに入社。大学で情報処理の授業を履修していたこともあり、システムエンジニアとして勤務。初級システムアドミニストレータの資格を取得している。
サラリーマン生活を送る傍ら、NEC将棋部に所属。アマチュア強豪の加藤幸男、清水上徹はチームメイトであり、ライバルでもあった。彼らとともに団体戦でも活躍する。
2002年にアマチュア王将となり、銀河戦（第12期）への2度目の出場資格を得る。本戦では3連勝しまたしてもブロック内の最多連勝で決勝トーナメントに進出する。さらに、決勝トーナメントでは、1回戦でA級八段の久保利明を防戦一方に追い込んで破り、ベスト8入りを果たす。解説をしていた勝又清和は、瀬川がアマチュアらしからぬ手を連発するので非常に驚いていた。2回戦で藤井猛に敗れる。
翌2003年は準アマ王将となり、銀河戦（第13期）へ2年連続3度目の参戦。6連勝し、三たび決勝トーナメントに進む。なお、2004年度の朝日アマ名人戦でもベスト8に食い込む活躍で、第24回朝日オープン将棋選手権（プロの公式棋戦）への出場資格を得ている。
以上のように、嘆願書を提出した2005年2月末時点でプロ相手に17勝6敗、勝率0.739（不戦勝1を含む）という成績を収める。なお17勝はすべて持ち時間の短い銀河戦での勝利であった（銀河戦以外の成績は0勝2敗）。

#### プロ編入試験の実施へ
上記の実績を引っ提げ、2005年2月末、プロ編入の嘆願書を日本将棋連盟に提出する。瀬川によると、アマチュア強豪の遠藤正樹に「プロに対する勝率がこれほど高い人間がノーチャンスっていうのはおかしい」、「本気でプロになる気があるのならば、できる限り応援したい」と勧められ、決心したという。遠藤は読売新聞記者の西條耕一らと共に「プロジェクトS」を組み、反対派の棋士の説得に回った。5月に、全棋士の多数決（賛成129、反対52、白票8）でフリークラス編入試験実施が認められ、また、翌6月に経営諮問委員会の意見および東京将棋記者会からの「試験官のプロは四段6名で、3勝3敗以上」との要望を受け、1944年の花村元司以来61年ぶりの編入試験の実施となった。
編入試験は、連盟推薦で試験官となった6人（1局目から順に佐藤天彦三段、神吉宏充六段、久保利明八段、中井広恵女流六段、高野秀行五段、長岡裕也四段）を相手に3勝すれば合格となり、その時点でフリークラスに編入（10年以内に順位戦C級2組に参加できなければ引退）。持ち時間は第1局が公開対局のため1時間半、2局目以降は3時間に決まった。

### 編入試験の経過
|       | 対局日          | 対局相手 （試験官）                | 瀬川の勝敗 (持ち時間) | 瀬川の手番     | 試験官について（試験要項より） |
| ----- | --------------- | ---------------------------------- | --------------------- | -------------- | --- |
| 第1局 | 2005年 07月18日 | 佐藤天彦三段                       | ● (1時間30分)         | 振り駒・後手番 | 奨励会三段からフリークラス四段編入を認められたにもかかわらず、 三段リーグにとどまり、四段を目指している。 瀬川晶司氏とは全く相反する勝負師観、人生観を持つ。 奨励会員の気持ちを配慮して最もふさわしいと判断。 |
| 第2局 | 2005年 08月14日 | 神吉宏充六段                       | ○ (3時間)             | 振り駒・後手番 | 関西を代表する人気棋士で、現在フリークラスに所属。 |
| 第3局 | 2005年 09月17日 | 久保利明八段                       | ● (3時間)             | 振り駒・後手番 | 公式戦に於いて瀬川氏に敗れたＡ級棋士でありトップクラスの実力者。 久保八段・中井女流六段はセットであり、 両者の実力を合わせてであれば、四段クラス２名に相当すると判断。                                        |
| 第4局 | 2005年 10月10日 | 中井広恵女流六段                   | ○ (3時間)             | 振り駒・後手番 | 男性プロ相手に相当数勝っており、対局の内容によっては 来年の総会に計られる「プロ編入のための委員会」（仮称）で討議が考えられる。                                                                               |
| 第5局 | 2005年 11月06日 | 高野秀行五段（※） （中原誠副会長） | ○ (3時間)             | 振り駒・後手番 | 会長・副会長の二人が勝敗の立会いと同時に面接も兼ねる。ただし、二人の直接対局も考えられる。 門下生の高野秀行五段（※）を対局者として代打。観戦記を兼ねて判定する。                                              |
| 第6局 | 2005年 11月26日 | 長岡裕也四段 （米長邦雄会長）      | - (3時間)             | 振り駒         | 最終判定者。門下生の長岡裕也四段を対局者として代打。 観戦記も含めて『将棋世界』紙上で最終結論を発表する。 |

（※）第5局の助手は当初発表では熊坂学となっていたが、連絡の行き違いにより熊坂が辞退し、高野への交代となった。
瀬川を受験者として実施したプロ編入試験の5局では、手番の先後が1局ごとに振り駒で決められたが、瀬川は実施した5局全てで後手番となった。
瀬川は神吉、中井に勝って迎えた第5局（2005年11月6日）の対高野戦に勝ち合格し、プロ入りを決めた。なお、翌2006年にプロ編入制度が正式に決まり、それにより2014年には今泉健司が制度化後初の合格者となっている（2015年4月1日付けでフリークラス編入）。

### プロ入り後
プロとしての初対局は、竜王ランキング戦6組の1回戦（2005年12月12日）、対・清水上徹アマ戦であった。清水上はNEC将棋部時代のチームメイトで、この一局に勝ちデビュー戦を白星で飾った。
2006年2月26日、社会人と大学生の日本一チームが対戦する7人制団体戦「第18回リコー杯アマチュア将棋団体日本選手権」にNECチーム大将として特別参加。東京大学チーム大将として同じく特別参加した東大OBの片上大輔四段に敗れ、チームも2-5で敗退した。この大会に参加したプロ棋士は瀬川と片上が初めてである。
2006年3月末でワイイーシーソリューションズを退職。しかし、NECと所属契約を結び、2006年4月から日本将棋連盟のプロ棋士では史上初の企業所属棋士となる（ロゴ入りの扇子を使用したり、NECの動画配信に出演したりするなどのPR活動を行っている）。この契約は2019年3月で終了となったが、引き続きNEC将棋部への指導やイベントへの出演は継続する。
2008年度第58期NHK杯将棋トーナメントの予選を3連勝で突破。対局がテレビ放映される本戦への出場を決めた。（後に第60期(2010年度)・第62期(2012年度)・第63期(2013年度)にも予選通過により本戦出場するも全て1回戦で敗退している）
2009年4月23日の王将戦一次予選で、橋本崇載に勝利し、昇級（順位戦参加資格の獲得）まであと1勝とした。若手強豪の橋本に勝利したこと、また初めて昇級に王手をかけることができたことから、瀬川自身プロ入り後もっとも嬉しい勝利と述べている。そして、橋本崇載に勝利した次の対局（2009年5月15日の棋聖戦一次予選）で、中座真に勝ったことで、直近35局の勝率が6割5分7厘（23勝12敗）となり、昇級規定の「良い所取りで、30局以上の勝率が6割5分以上」を満たし、フリークラス編入から3年半でC級2組へ昇級を決めた。
2012年8月13日、第84期棋聖戦一次予選で近藤正和に勝って公式戦通算100勝を達成し勝数規定で五段に昇段。また同年度は第38期棋王戦で初の本戦出場を果たす（1回戦で木村一基に敗れた）。しかし第71期C級2組順位戦では3勝7敗の成績で1つ目の降級点を喫する。
2013年度は第39期棋王戦で2年連続で本戦に出場し、1回戦で高橋道雄に勝利して初戦を突破した（2回戦で郷田真隆に敗れた）。
2014年度は第40期棋王戦で3年連続で本戦に出場し、1回戦で木村一基に勝利して2年連続で初戦を突破した（2回戦で三浦弘行に敗れた）。
2015年12月3日、第57期王位戦予選で初のリーグ入りを果たした。しかしリーグでは5戦全敗で陥落した。
2018年11月8日、第77期順位戦C級2組6回戦で南芳一に勝って勝数規定を満たし、六段に昇段した。第31期竜王戦は、6組ランキング戦1回戦で負けたものの、昇級者決定戦を7連勝で5組に昇級した。以降も竜王戦での好調は続き、2021年11月10日に第34期竜王戦5組昇級者決定戦の決勝で日浦市郎を破り、4組昇級を決めた。この年は棋王戦でも7年ぶり4回目の本戦出場を果たしており充実の1年となった（本戦トーナメントでは1回戦で郷田真隆に敗れる）。
しかしここから2年に渡ってランキング戦・昇級者決定戦・残留決定戦で全敗し連続降級。6組に戻った2023年の第36期竜王戦で同一棋戦の連敗をストップするも、第82期順位戦では1勝9敗の不振で2つ目の降級点を付与される。
2024年度の第83期順位戦では最終局で昇級した池永天志に勝利し、6勝4敗の勝ち越しで降級点を1つ消去した。

## 人物・エピソード
- 3人兄弟の末っ子（三男）である[18]。
- 1969年度生まれ（佐藤康光、村山聖と同学年）であり、羽生世代の強豪棋士たちと年齢が重なる。
- 自身が編入プロという経歴から、プロ入り後はアマチュア棋士のプロへの掛け橋としての活動も行っており、2007年と2010年に元奨励会三段の秋山太郎、2008年にアマチュア強豪の武田俊平が奨励会三段リーグ編入試験を受験した際に師匠となっている[19][20]。秋山は瀬川より年上（奨励会でも2年先輩）で、史上初の年上の弟子を持った棋士となった。
- 棋士の友人は多く、特に田村康介は奨励会時代からの遊び仲間で、瀬川のブログにも度々登場する。
- 同じ編入試験組の今泉健司とは2016年1月2日のEテレ「新春お好み将棋対局　東西注目棋士大集合！10分切れ負けトーナメント」で非公式戦ながら初対決が実現している（10分切れ負けルールで、結果は今泉勝ち）。
- 奨励会退会時に贈られた退会駒（将棋の駒一組）を、アマチュア復帰後から研究用として活用している。
- 中学時代、中学の将棋部に入部を希望したが、顧問の教師から「あなたは強すぎるから、入部しないでほしい」と入部を断られたため、仕方なく囲碁クラブに入部して、中学3年間その部活に励んだ。[21]
- 瀬川の自伝的小説である「泣き虫しょったんの奇跡」がWOWOW FILMS制作で映画化されることとなり[22]、瀬川自身も主演の松田龍平、友人かつライバル棋士役の野田洋次郎に将棋の技術指導を行っている[23]。
- 安室奈美恵の大ファンで、沖縄で開催された25周年記念ライブにも足を運んでいる[24][25]。
- 藤井聡太の順位戦における初対局相手であった（2017年6月15日、第76期順位戦C級2組1回戦[26]）。当時藤井はデビューから無敗で25連勝中であり、それを阻むべく望んだ一局であったが、終盤の難解な場面を正着できず自身から崩れて敗れ、26連勝目を献上した[27]。対局後は取材及びブログにて「ここまできたら（神谷広志が当時持っていた28連勝を超える）連勝の新記録を見てみたい」とエールを送った[28]。
- 2006年、第55回横浜文化賞文化・芸術奨励賞を受賞。[29]受賞理由は「年齢制限により、一度は諦めた将棋の世界に再チャレンジすべく行動し、戦後初のプロ棋士編入試験を実現・合格され、人々に希望をあたえ将棋文化への関心を高めたこと、また、棋士としての活躍はもとより、将棋の普及などについても今後の活躍が期待されること」
- 2025年6月、日本将棋連盟 常務理事（企画広報部）に選任された。

### 記録係として
- 1993年の第34期王位戦第2局は北海道占冠村のアルファリゾート・トマム（現・星野リゾート トマム）で行われ、当時奨励会三段だった瀬川が記録係を務めたが、JRのトラブルの影響で羽田空港への集合時間に遅れ、さらに「飛行機に乗るのは人生初」だったことも災いして、対局用の駒や記録用紙などを入れたカバンを羽田空港の手荷物検査場に置き忘れてしまった（幸いカバンはすぐに見つかり、次の便で届けられた）[30]。ちなみに本局では、対局直前になって副立会人が交代する（佐藤義則が痛風のため滝誠一郎に交代）、2日目の開始直後にホテルが全館停電して対局が一時中断する、など瀬川以外にもトラブルが相次いだ。
- 2006年10月10 - 11日（現地時間）に、アメリカ・サンフランシスコで行われた第19期竜王戦第1局では記録係を務めたが、2日目の昼休憩に寝入ってしまい、休憩明けの開始時間に遅刻し対局が時間どおりに進まなくなるハプニングを引き起こした。この竜王戦にて他の関係者は交代で仮眠を取っていたが、記録係は対局中に交代できないため、時差ボケ解消のための仮眠は休憩時にしか取れなかった。休憩後に竜王の渡辺明が指そうとしたとき、記録係の瀬川がいなかったため指すことを控えた。立会人の深浦康市がストップウォッチを用意していたところで瀬川が入室し対局が再開された[注 14]。主催紙の読売新聞では、紙面にてこのトラブルを「前代未聞の事態」と報じた。

## 略歴
- 1984年 安恵照剛七段門下で奨励会6級入会
- 1992年 三段リーグ入り
- 1996年 年齢制限により奨励会を退会
- 1999年 アマチュア名人
- 2002年 アマチュア王将
- 2004年 銀河戦本戦でA級の久保利明を破る。
- 2005年 朝日アマ名人戦で8強入り。朝日オープン将棋選手権の出場資格を得る。
- 2005年 7月18日 - 11月6日　フリークラス編入試験。
- 2005年11月6日 編入試験に3勝2敗で編入の権利を得て、同日付でプロ棋士四段になる。
- 2005年12月12日 第19期竜王戦ランキング戦6組で、アマ竜王の清水上徹を破り、公式戦初戦を勝利で飾る。
- 2006年4月14日 NECと1年間の所属契約を結んだと発表。日本将棋連盟のプロ棋士では初めての所属契約。ロゴ入りの扇子を使用するなどのPR活動を行う（2007年4月3日、プロ契約の1年更新が発表された）。

## 昇段履歴
奨励会（入会 - 退会）
- 1984年00月00日 ： 6級 = 奨励会入会
- 1991年00月00日 ： 三段（第11回奨励会三段リーグ〈1992年度前期〉から三段リーグ参加、
1991年00月00日 ： 三段（第18回奨励会三段リーグ〈1995年度後期〉までリーグに8期・4年在籍）
- 1996年03月31日 ： 奨励会退会（年齢制限）

プロ棋士編入試験
全6局 3勝2敗（●○●○○第5局で合格、第6局は実施せず）
四段昇段以降
- 2005年11月06日 ： 四段（プロ棋士編入試験に合格）、プロ入り[11]
- 2012年08月13日 ： 五段（勝数規定／公式戦100勝）[15]
- 2018年11月08日 ： 六段（勝数規定／五段昇段後公式戦120勝）[16]

## 主な成績
- 銀河戦 ベスト8（第12期） …アマチュア時代

アマチュア当時の公式棋戦 年度別成績
- 1999年度：1局 0勝1敗
- 2000年度：8局 7勝1敗（不戦勝1）
- 2001年度：1局 0勝1敗
- 2002年度：0局
- 2003年度：5局 3勝2敗
- 2004年度：8局 7勝1敗
- 2005年度：4局 0勝4敗

（7年間 合計）27局 17勝10敗

### 在籍クラス
| 開始 年度 | (出典)順位戦出典 | (出典)順位戦出典 | (出典)順位戦出典 | (出典)順位戦出典 | (出典)順位戦出典 | (出典)順位戦出典 | (出典)順位戦出典 | (出典)順位戦出典 | (出典)竜王戦出典 | (出典)竜王戦出典 | (出典)竜王戦出典 | (出典)竜王戦出典 | (出典)竜王戦出典 | (出典)竜王戦出典 | (出典)竜王戦出典 | (出典)竜王戦出典 | (出典)竜王戦出典 | (出典)竜王戦出典 |
| 開始 年度 | 期               | 名人             | A級              | B級              | B級              | C級              | C級              | 0                | 期               | 竜王             | 1組              | 2組              | 3組              | 4組              | 5組              | 6組              | 決勝 T           |                  |
| 開始 年度 | 期               | 名人             | A級              | 1組              | 2組              | 1組              | 2組              | 0                | 期               | 竜王             | 1組              | 2組              | 3組              | 4組              | 5組              | 6組              | 決勝 T           |                  |
| --- | ---------------- | ---------------- | ---------------- | ---------------- | ---------------- | ---------------- | ---------------- | ---------------- | ---------------- | ---------------- | ---------------- | ---------------- | ---------------- | ---------------- | ---------------- | ---------------- | ---------------- | ---------------- |
| 2005 | 64               |                  |                  |                  |                  |                  |                  | F編              | 19               |                  |                  |                  |                  |                  |                  | 6組              | --               | -                |
| 2006 | 65               |                  |                  |                  |                  |                  |                  | F編              | 20               |                  |                  |                  |                  |                  |                  | 6組              | --               | -                |
| 2007 | 66               |                  |                  |                  |                  |                  |                  | F編              | 21               |                  |                  |                  |                  |                  |                  | 6組              | --               | -                |
| 2008 | 67               |                  |                  |                  |                  |                  |                  | F編              | 22               |                  |                  |                  |                  |                  |                  | 6組              | --               | -                |
| 2009 | 68               |                  |                  |                  |                  |                  |                  | F編              | 23               |                  |                  |                  |                  |                  |                  | 6組              | --               | -                |
| 2010 | 69               |                  |                  |                  |                  |                  | C238             | -                | 24               |                  |                  |                  |                  |                  |                  | 6組              | --               | -                |
| 2011 | 70               |                  |                  |                  |                  |                  | C229             | -                | 25               |                  |                  |                  |                  |                  |                  | 6組              | --               | -                |
| 2012 | 71               |                  |                  |                  |                  |                  | C230x            | -                | 26               |                  |                  |                  |                  |                  |                  | 6組              | --               | -                |
| 2013 | 72               |                  |                  |                  |                  |                  | C239*            | -                | 27               |                  |                  |                  |                  |                  |                  | 6組              | --               | -                |
| 2014 | 73               |                  |                  |                  |                  |                  | C234*            | -                | 28               |                  |                  |                  |                  |                  |                  | 6組              | --               | -                |
| 2015 | 74               |                  |                  |                  |                  |                  | C217*            | -                | 29               |                  |                  |                  |                  |                  |                  | 6組              | --               | -                |
| 2016 | 75               |                  |                  |                  |                  |                  | C230*            | -                | 30               |                  |                  |                  |                  |                  |                  | 6組              | --               | -                |
| 2017 | 76               |                  |                  |                  |                  |                  | C224*            | -                | 31               |                  |                  |                  |                  |                  |                  | 6組              | --               | -                |
| 2018 | 77               |                  |                  |                  |                  |                  | C218*            | -                | 32               |                  |                  |                  |                  |                  | 5組              |                  | --               | -                |
| 2019 | 78               |                  |                  |                  |                  |                  | C229*            | -                | 33               |                  |                  |                  |                  |                  | 5組              |                  | --               | -                |
| 2020 | 79               |                  |                  |                  |                  |                  | C228*            | -                | 34               |                  |                  |                  |                  |                  | 5組              |                  | --               | -                |
| 2021 | 80               |                  |                  |                  |                  |                  | C230*            | -                | 35               |                  |                  |                  |                  | 4組              |                  |                  | --               | -                |
| 2022 | 81               |                  |                  |                  |                  |                  | C228*            | -                | 36               |                  |                  |                  |                  |                  | 5組              |                  | --               | -                |
| 2023 | 82               |                  |                  |                  |                  |                  | C238*x           | -                | 37               |                  |                  |                  |                  |                  |                  | 6組              | --               | -                |
| 2024 | 83               |                  |                  |                  |                  |                  | C249*+           | -                | 38               |                  |                  |                  |                  |                  |                  | 6組              | --               | -                |
| 順位戦、竜王戦の 枠表記 は挑戦者。右欄の数字は勝-敗(番勝負/PO含まず)。 順位戦の右数字はクラス内順位 ( x当期降級点 / *累積降級点 / +降級点消去 ) 順位戦の「F編」はフリークラス編入 /「F宣」は宣言によるフリークラス転出。 竜王戦の 太字 はランキング戦優勝、竜王戦の 組(添字) は棋士以外の枠での出場。 |                  |                  |                  |                  |                  |                  |                  |                  |                  |                  |                  |                  |                  |                  |                  |                  |                  |                  |

### 将棋大賞
- 第33回（2005年度） 東京将棋記者会賞

### 年度別成績
公式棋戦
- 2024年度
  - 年度成績 33局 16勝17敗（勝率0.4848）[33]
  - 通算成績 607局 307勝300敗（勝率0.5057）〈2025年3月31日対局分まで〉[34]

### アマ時代の対プロ戦績
|    | 対局日         | 相手           | 手番 | 勝敗 | 棋戦                               |
| -- | -------------- | -------------- | ---- | ---- | ---------------------------------- |
| 1  | 2000年03月10日 | 中座真四段     | 後手 | ●    | 第26期棋王戦 予選6組1回戦          |
| 2  | 2000年08月31日 | 池田修一六段   | -    | □    | 第9期銀河戦 本戦Aブロック1回戦     |
| 3  | 2000年08月31日 | 窪田義行五段   | 先手 | ○    | 第9期銀河戦 本戦Aブロック2回戦     |
| 4  | 2000年09月14日 | 中尾敏之四段   | 後手 | ○    | 第9期銀河戦 本戦Aブロック3回戦     |
| 5  | 2000年09月14日 | 藤原直哉五段   | 先手 | ○    | 第9期銀河戦 本戦Aブロック4回戦     |
| 6  | 2000年10月12日 | 豊川孝弘五段   | 後手 | ○    | 第9期銀河戦 本戦Aブロック5回戦     |
| 7  | 2000年10月12日 | 小林裕士四段   | 後手 | ○    | 第9期銀河戦 本戦Aブロック6回戦     |
| 8  | 2000年10月31日 | 松本佳介四段   | 後手 | ○    | 第9期銀河戦 本戦Aブロック7回戦     |
| 9  | 2000年11月13日 | 野月浩貴五段   | 後手 | ●    | 第9期銀河戦 本戦Aブロック8回戦     |
| 10 | 2001年08月25日 | 先崎学八段     | 後手 | ●    | 第9期銀河戦 決勝トーナメント1回戦  |
| 11 | 2003年06月01日 | 藤倉勇樹四段   | 後手 | ●    | 第22回朝日オープン 予選5組1回戦    |
| 12 | 2003年09月26日 | 飯野健二七段   | 先手 | ○    | 第12期銀河戦 本戦Cブロック1回戦    |
| 13 | 2003年09月26日 | 伊奈祐介四段   | 後手 | ○    | 第12期銀河戦 本戦Cブロック2回戦    |
| 14 | 2003年11月14日 | 平藤眞吾六段   | 先手 | ○    | 第12期銀河戦 本戦Cブロック3回戦    |
| 15 | 2003年11月14日 | 佐藤紳哉五段   | 後手 | ●    | 第12期銀河戦 本戦Cブロック4回戦    |
| 16 | 2004年07月22日 | 久保利明八段   | 後手 | ○    | 第12期銀河戦 決勝トーナメント1回戦 |
| 17 | 2004年08月14日 | 藤井猛九段     | 先手 | ●    | 第12期銀河戦 決勝トーナメント2回戦 |
| 18 | 2004年10月02日 | 片上大輔四段   | 後手 | ○    | 第13期銀河戦 本戦Fブロック1回戦    |
| 19 | 2004年10月02日 | 伊藤能五段     | 後手 | ○    | 第13期銀河戦 本戦Fブロック2回戦    |
| 20 | 2004年11月06日 | 阿久津主税五段 | 後手 | ○    | 第13期銀河戦 本戦Fブロック3回戦    |
| 21 | 2004年11月06日 | 大内延介九段   | 後手 | ○    | 第13期銀河戦 本戦Fブロック4回戦    |
| 22 | 2005年01月28日 | 淡路仁茂九段   | 先手 | ○    | 第13期銀河戦 本戦Fブロック5回戦    |
| 23 | 2005年01月28日 | 飯塚祐紀六段   | 先手 | ○    | 第13期銀河戦 本戦Fブロック6回戦    |
| 24 | 2005年04月02日 | 屋敷伸之九段   | 後手 | ●    | 第13期銀河戦 本戦Fブロック7回戦    |
| 25 | 2005年06月04日 | 片上大輔四段   | 先手 | ●    | 第24回朝日オープン 予選2組1回戦    |
| 26 | 2005年07月30日 | 佐々木慎四段   | 後手 | ●    | 第14期銀河戦 予選                  |
| 27 | 2005年08月06日 | 丸山忠久九段   | 後手 | ●    | 第13期銀河戦 決勝トーナメント1回戦 |

- 段位・肩書きは対局時点。
- 嘆願書提出時（2005年2月末）までの通算成績は17勝6敗、アマ時代の通算成績は17勝10敗（いずれも不戦勝1含む）。

## 著書
- 泣き虫しょったんの奇跡（2006年4月、講談社、ISBN 4-06-213329-6）- 全国読書感想文コンクール　高等学校の部　課題図書（2007）
- 夢をかなえる勝負力!（2006年5月、PHP研究所、ISBN 4-569-64865-7）
- 後手という生き方（2007年3月、角川書店、ISBN 978-4-04-710086-2）
- 泣き虫しょったんの奇跡 完全版 <サラリーマンから将棋のプロへ> （2010年2月、講談社文庫、ISBN 978-4-06-276582-4）
- 横歩取りマップ（2013年12月、マイナビ、ISBN 978-4-83-995000-2）
- 泣き虫しょったんの奇跡（2018年8月、講談社青い鳥文庫、ISBN 978-4-06-512530-4） - 2010年刊『泣き虫しょったんの奇跡 完全版 <サラリーマンから将棋のプロへ>』に若干の修正を行い、青木幸子によるイラストを加えた上で児童文庫化
- 形勢評価をパターン分け！将棋・大局観養成講座（2023年4月、マイナビ、ISBN　978-4839982980）

## 関連書籍
- 棋士 瀬川晶司―61年ぶりのプロ棋士編入試験に合格した男（日本将棋連盟書籍・編、2006年1月、日本将棋連盟、ISBN 4-8197-0231-9）
- 瀬川晶司はなぜプロ棋士になれたのか（古田靖・著、2006年3月、河出書房新社、ISBN 4-309-26889-7）
  - 古田靖『奇跡の六番勝負 - サラリーマンがプロ棋士になった日』河出書房新社〈河出文庫〉、2018年。（2006年刊『瀬川晶司はなぜプロ棋士になれたのか』を増補改訂・題名変更の上で文庫化）
- 奇跡の一手―サラリーマン・瀬川晶司が将棋界に架けた夢の橋（上地隆蔵・著、2006年3月、毎日コミュニケーションズ、ISBN 4-8399-1992-5）